# Gesellschaft für Interlinguistik
Gesellschaft für Interlinguistik e.V. (GIL) is een wetenschappelijke vereniging die zich richt zich op de studie van de verschillende aspecten van internationale communicatie, onder meer met betrekking op vragen die verband houden met linguïstiek, taalpolitiek, interlinguïstiek en esperantologie, maar ook op het vlak van talenrechten, taal en economie, informatietechnologie en cultuurwetenschappen. 
De vereniging werd in 1991 opgericht in Berlijn. Lange tijd was Detlev Blanke de voorzitter, maar sinds november 2011 is Sabine Fiedler de voorzitter van GIL.  

## Activiteiten
De activiteiten van de GIL omvatten de jaarlijkse organisatie van een symposium, de promotie van lezingen en publicaties o.a. van de leden en de samenwerking met vergelijkbare instellingen en vakgenoten. 
Tot en met de dood in 2016 van de redacteur, Detlev Blanke, werd op kwartaalbasis het bulletin Interlinguistische Informationen gepubliceerd. Als vervolg hierop verschijnt nu enkel nog Int Blog, blog over interlinguïstiek